# Fiesta de la Transfiguración
La Fiesta de la Transfiguración es celebrada por varias comunidades cristianas en honor a la transfiguración de Jesús. Los orígenes de la fiesta son menos que ciertos y pueden haberse derivado de la dedicación de tres basílicas en el monte Tabor. La fiesta ya existía de diversas formas en el siglo IX, y en la Iglesia occidental se convirtió en una fiesta universal celebrada el 6 de agosto por el Papa Calixto III para conmemorar el levantamiento del Sitio de Belgrado en 1456. 
En las iglesias ortodoxa siríaca, ortodoxa malankara, calendario juliano revisado dentro de la ortodoxia oriental, católica, católica antigua, y anglicana, la fiesta de la Transfiguración se celebra el 6 de agosto. En la Iglesia apostólica armenia, la fiesta de la Transfiguración se celebra el decimocuarto domingo después de Pascua.  En algunas tradiciones luteranas anteriores a las reformas de la liturgia en la década de 1970, el 6 de agosto también se celebraba como la Fiesta de la Transfiguración. En las iglesias ortodoxas que siguen el calendario juliano, el 6 de agosto cae el 19 de agosto del calendario gregoriano. La Transfiguración se considera una fiesta importante, y se cuenta entre las doce grandes fiestas del catolicismo bizantino y la ortodoxia. En todas estas iglesias, si la fiesta cae en domingo, su liturgia no se combina con la liturgia dominical, sino que la reemplaza por completo.
La transfiguración también puede recordarse en otros momentos del año litúrgico, a veces además de la fiesta en sí. En el antiguo leccionario occidental, el Sábado después de Ceniza en Cuaresma incluía el evangelio de la Transfiguración. En el leccionario católico, el segundo domingo de Cuaresma se lee el evangelio de la Transfiguración. En el Leccionario común revisado, seguido por algunos luteranos, metodistas unidos, anglicanos y otros, el último domingo de la temporada de la Epifanía (el que precede inmediatamente al Miércoles de Ceniza) se utiliza el relato evangélico, lo que ha llevado a algunas iglesias sin calendarios festivos establecidos a referirse a este día como «Domingo de la Transfiguración». En la Iglesia de Suecia y la Iglesia de Finlandia, la historia se lee el séptimo domingo después del Domingo de Trinidad, el octavo domingo después de Pentecostés.

## Iglesia católica
En la Iglesia católica, la Transfiguración se celebraba localmente en varias partes del mundo católico en días diferentes, incluido el 6 de agosto, pero no se reconocía universalmente. En 1456, el Reino de Hungría repelió una invasión otomana de los Balcanes al romper el asedio de Belgrado. La noticia de la victoria llegó a Roma el 6 de agosto. Dada la importancia que tenían en la política internacional de la época tales batallas entre naciones cristianas y musulmanas, para celebrar la victoria, el papa Calixto III elevó la Transfiguración a fiesta para ser celebrada en todo el rito romano.
En 2002, el papa Juan Pablo II seleccionó la Transfiguración como uno de los cinco Misterios Luminosos del Rosario.